# Veh-Ardashir
Veh-Ardashir (también escrito como Beh-Ardashir y Weh-Ardashir), fue una antigua ciudad sasánida Se encontraba en Mesopotamia, que formaba un suburbio de su capital, Ctesifonte.

## Historia
Originalmente conocida como Seleucia, la ciudad fue reconstruida y renombrada en 230 por el fundador del Imperio Sasánida, el rey Ardashir I (r. 224-240). La ciudad era conocida como Mahoza por los judíos, Kokhe (en siríaco) por los cristianos y Behrasir por los árabes. Veh-Ardashir estaba poblada por muchos judíos ricos y era la sede del Patriarca de la Iglesia de Oriente.
En el Talmud, está escrita como Ardashir, situada al otro lado del Tigris desde la ciudad de Ctesifonte. 
La ciudad estaba amurallada y tenía un diseño circular. 
Se sabe que un gobernador (marzban, un general a cargo de una provincia fronteriza o margrave) residió en una fortaleza en la parte norte de esta ciudad circa 420. A mediados del siglo V, se produjo una inundación en Veh-Ardashir que dividió la ciudad en dos. Esto provocó su declive y el abandono de muchas partes de la ciudad. Durante el reinado del rey Cosroes II (590-628), se construyó un palacio cerca de un jardín llamado Bagh-i Hinduvan (que significa "el jardín de los indios"). En 636, Veh-Ardashir fue capturada por el general árabe Khalid ibn Urfuta durante la conquista musulmana de Persia.